# Man spricht über Jacqueline
 Man spricht über Jacqueline  ist ein deutsches Melodram des Regisseurs Werner Hochbaum, das am 16. April 1937 uraufgeführt wurde.

## Handlung
Jacqueline Topelius ist eine junge, exzentrische Frau mit zahlreichen Affären. Gerade hat sie eine Affäre mit dem Flieger Lionel Clark beendet und ihn damit fassungslos zurückgelassen, als der bei der britischen Botschaft in Paris tätige Michael Thomas ihr Interesse weckt. Trotz ihrer Reize trifft Jacqueline bei ihm anfangs auf Ablehnung, doch es gelingt ihr, diese zu überwinden. Jacqueline und Michael verlieben sich tief ineinander und heiraten, allerdings ohne dass sie ihm ihr Vorleben offenbart. Michael, durch die Abwendung seiner ersten Ehefrau bitter enttäuscht und bestrebt, nun eine glückliche Ehe zu führen, erfährt aber durch eine Zeitungsmeldung von dem angeblich durch Liebeskummer wegen einer nur mit den Initialen benannten Frau verursachten Absturz des Fliegers Lionel und schöpft Verdacht. Jacqueline behauptet indes, dass ihre Schwester June, die am Pariser Konservatorium studiert, gemeint sei. Michael und June lernen sich kennen, wobei er, ob der offenkundigen Gegensätzlichkeit zu ihrer Schwester, rasch deren Spiel durchschaut. Er möchte Jacqueline zwingen, ihr Vorleben zu offenbaren und quält sie damit, für einen Empfang die Namen ihrer ehemaligen Liebhaber auf Einladungskarten zu schreiben. Jaqueline sieht nur noch einen Ausweg, den Suizid. Schon setzt sie dazu an, sich im Mietshaus von June von der Treppe zu stürzen, als in letzter Sekunde Michael und June eintreffen und sie davon abhalten können. Michael sieht jetzt ein, dass er seine Frau unverändert liebt und unrecht an ihr gehandelt hat. Jacqueline und Michael bleiben ein Paar, wodurch June, zu der Michael zwischenzeitlich eine von ihr erwiderte Annäherung vollzogen hatte, allein zurückbleibt.

## Produktionsnotizen
Gedreht wurde in den Jofa-Ateliers in Berlin. Dem Regisseur assistierte Hans Müller, dem Kameramann hingegen Franz Aigner. Die Standfotos stammten von Kurt Wunsch, die Bauten von Willi A. Herrmann und Alfred Bütow. Für den Ton sorgte Carl Becker, die Liedtexte steuerte Hans Fritz Beckmann bei.

## Rezeption
„Was dem Film fehlt, ist die Atmosphäre der Stadt, in der er spielt. Pariser Scharm und Leichtigkeit fehlt allen Darstellern, sie sind am meisten noch bei Sabine Peters und Fritz Genschow […] vorhanden. Alle anderen spielen die Problematik zu schwer, zu gewichtig und zu breit, um wirklich zu fesseln. […] Wie wird der Legationsrat, der in der Gesellschaft leben muß, den Ruf seiner Frau ertragen, noch dazu mit dem Gefühl im Herzen, daß ihm eine andere nahe sein könnte? Wird er alle Lügen nur mit ihrer Liebe entschuldigen? Alle diese Fragen läßt der Film offen und so bleibt er problematisch, nicht nur in seinem Stoffe, sondern leider auch in dessen Gestaltung. Die rein bildtechnische Leistung ist befriedigend. Die Sprache und der Dialog sind klar verständlich, ohne in allen Einzelheiten entsprechend gelöst zu wirken. Die Regie bleibt für diese Atmosphäre zu kühl. Gesamturteil: Eine in manchen Zügen interessante, als Ganzes nicht voll befriedigende Liebes- und Ehegeschichte.“

„Psychologisierender Liebes- und Gesellschaftsfilm auf Kolportagen-Niveau, voller romantisch übersteigerter Gefühle.“